# Cumella limicola
Cumella limicola är en kräftdjursart som beskrevs av Sars 1879. Cumella limicola ingår i släktet Cumella och familjen Nannastacidae. Inga underarter finns listade i Catalogue of Life.